# Boerderijakkers
Boerderijakkers is een wijk in de stad Nijkerk in de Nederlandse provincie Gelderland. De wijk maakt uit van een groter project, Groot Corlaer. Deze wijk is tussen 1997 en 2000 gebouwd. In de wijk liggen vooral straten met namen van bloemen en planten.
De wijk grenst aan de andere wijken Corlaer en De Kamers. De enige ontsluiting voor autoverkeer is via Bieslook en Bunschoterweg vanaf/naar Arkemheenweg. In het noorden van de wijk loopt de Holkerweg, die overgaat in de Bunschoterweg (ofwel de N806).
Centrum · Schulpkamp · Rensselaer · Paasbos · Strijland · Beulekamp · Luxool · Hazeveld · Bruins Slotlaan · Corlaer · Groot Corlaer (Boerderijakkers · De Kamers) · De Bogen · De Terrassen · Doornsteeg · Het Spaanse Leger

Bedrijventerreinen:
Arkervaart · Watergoor · Spoorkamp · De Flier